# Andrej Danko
Pour les articles homonymes, voir Danko.
Andrej Danko, né le 12 août 1974 à Revúca, est un homme politique slovaque. Il préside le Parti national slovaque (SNS). 
De 2016 à 2020, il est le président du Parlement slovaque - Conseil national de la République slovaque.